# Eugen Ferdinand von Homeyer
Pour les articles homonymes, voir Homeyer.
Eugene Ferdinand von Homeyer est un ornithologue prussien, né le 11 novembre 1809 à Medow, arrondissement d'Anklam et décédé le 31 mai 1889.

## Biographie
Homeyer publie plus de 150 articles en ornithologie. Il est le premier à décrire le Traquet de Chypre (Oenanthe cypriaca) et le Gobemouche à demi-collier (Ficedula semitorquata). Il collabore notamment avec Alfred Edmund Brehm (1829-1884). Membre de la Deutsche Ornithologen-Gesellschaft, il la préside en 1883. Sa collection de 20 000 oiseaux est conservée par le muséum de Brunswick.

## Famille
Il se marie en 1840 à Schwichtenberg avec Philippine Ladewig (1814-1872). Le couple a un fils et une fille :
- Eugen Karl Philipp (né le 28 septembre 1843) marié en 1881 avec Mathilde Sophie Karoline Nahl (née le 11 juin 1846)
- Klara (née le 14 juin 1852) mariée en 1874 avec Paul von Zitzewitz (né le 5 octobre 1845)[2], seigneur de Dumröse

Il est l’oncle de l’entomologiste Alexander von Homeyer (1834-1903).

## Liste partielle des publications
- Systematische Übersicht der Vögel Pommerns. Anklam 1837.
- Deutschlands Säugetiere und Vögel, ihr Nutzen und ihr Schaden. Frankfurt a. M. 1877.
- Die Spechte und ihr Wert in forstlicher Beziehung. 1879.
- Reise nach Helgoland, den Nordseeinseln Sylt, Jyst etc. 1880.
- Ornithologische Briefe. Berlin 1881.
- Die Wanderungen der Vögel. Leipzig 1881.
- Verzeichnis der Vögel Deutschlands. Wien 1885.